# Archipiélago de Malta
El archipiélago de Malta (en maltés: Gżejjer Maltin), cuyas islas también son llamadas islas Calipseas o bien islas Calipso, es un archipiélago situado en el mar Mediterráneo, al sur de Sicilia. Su territorio, corresponde al de la República de Malta, y tiene un área de 316 kilómetros cuadrados en total, en la que viven más de 400.000 personas. 
El archipiélago está formado por tres islas principales (Malta, Gozo y Comino), dos pequeñas islas (Cominotto y Filfola) y un gran cantidad de rocas, de las cuales las más importantes son las llamadas islas de San Pablo, todos las islas son parte de la región geográfica italiana.
Las islas deben su nombre a la ninfa Calipso, que, de acuerdo con lo que dice Homero en la "Odisea", era la hija de Atlas y vivió en la isla de Ogigia, esta último de acuerdo a algunos estudiosos se correspondería a la isla de Gozo.